# Giuseppe Gentile
Giuseppe Gentile (* 4. září 1943 Řím) je bývalý italský atlet, specialista na trojskok a skok daleký, vysoký 189 cm.
Je pravnukem politika Giovanniho Gentileho. Atletice se věnoval od čtrnácti let v římském Sportovním centru Giulia Onestiho pod vedením trenéra Gigiho Rosatiho, později působil v policejním týmu Gruppo Sportivo Fiamme Oro. V reprezentaci debutoval roku 1962 devatenáctým místem na evropském šampionátu v Bělehradě. Na Středomořských hrách získal v letech 1963 a 1967 stříbrné medaile v trojskokanské soutěži, na halovém mistrovství Evropy 1966 obsadil čtvrté místo a na Univerziádě 1967 skončil třetí. Získal bronzovou medaili na Letních olympijských hrách 1968 v Ciudad de México, kde díky vysokohorským podmínkám padl pětkrát světový rekord v trojskoku. Gentile vyhrál kvalifikaci výkonem 17,10 m a v první finálové sérii tento rekord vylepšil na hodnotu 17,22 m. Jeho výkon však v třetím pokusem o centimetr překonal Viktor Sanějev ze Sovětského svazu. V páté sérii šel do vedení Nelson Prudêncio z Brazílie, který skočil 17,29 m, olympijský titul si nakonec zajistil Sanějev díky poslednímu pokusu dlouhému 17,39 m.
Gentile byl mistrem Itálie v trojskoku v letech 1965, 1966, 1968, 1970 a 1971 a v dálce v roce 1968. Vytvořil italský dálkařský rekord 7,91 m, který vydržel dvanáct let. Na mistrovství Evropy v atletice 1969 skončil sedmý, na Mistrovství Evropy v atletice 1971 dvanáctý a na Letních olympijských hrách 1972 šestnáctý, pak ukončil kariéru. Byl zařazen do Síně slávy Italské atletické federace.
Pier Paolo Pasolini obsadil Gentileho do role Iásóna ve svém filmu Médea (1969). Režisér však nebyl spokojen s jeho hlasovým projevem a nechal ho předabovat Pinem Colizzim.